# Épico (álbum de Lunay)
Épico es el álbum debut del cantante puertorriqueño Lunay. Se estrenó el 25 de octubre de 2019 por Star Island. El álbum tiene 14 pistas y presenta colaboraciones con artistas urbanos como Zion & Lennox, Daddy Yankee, Bad Bunny, Myke Towers, Ozuna, Anuel AA, Wisin & Yandel, Brytiago, Lyanno, Alex Rose, Darell, Chris Jeday y Gaby Music. Fue lanzado 14 meses después de que Lunay comenzó su carrera musical.

## Recepción crítica
Remezcla llamó a Épico una «maravilla de 14 temas de reguetón, trap e influencias dancehall que marcan a un joven artista que ya está en camino de convertirse en pilar en la música urbana. (Épico es ciertamente una manifestación, si no ambiciosa, en su" épico "nombre").

## Listado de canciones
| N.º | Título | Duración |  |
| 1.  | «Envidia» | 1:17     |  |
| 2.  | «Aventura» (featuring Ozuna y Anuel AA)                                                                                 | 3:37     |  |
| 3.  | «360» | 2:56     |  |
| 4.  | «La cama» (featuring Myke Towers)                                                                                       | 3:09     |  |
| 5.  | «Malas intenciones» | 2:56     |  |
| 6.  | «Remate» | 3:27     |  |
| 7.  | «Soltera (Remix)» (featuring Daddy Yankee y Bad Bunny)                                                                  | 4:26     |  |
| 8.  | «Mi favorita» (featuring Wisin & Yandel)                                                                                | 3:50     |  |
| 9.  | «Todavía» | 3:38     |  |
| 10. | «Por mi culpa» | 3:22     |  |
| 11. | «Amigos na' mas» (featuring Darell)                                                                                     | 4:22     |  |
| 12. | «Quiero» | 3:10     |  |
| 13. | «A solas (Remix)» (featuring Anuel AA, Lyanno, Brytiago, and Alex Rose)                                                 | 4:33     |  |
| 14. | «Soltera» (featuring Chris Jeday y Gaby Music l title15 = Llegale l length15 = 5:00 l note15 = featuring Zion & Lennox) | 3:34     |  |

## Posicionamiento en listas
| Listas (2020)                          | Mejor posición |
| -------------------------------------- | -------------- |
| Estados Unidos (Billboard 200)         | 76             |
| Estados Unidos (Top Latin Albums)      | 2              |
| Estados Unidos (Rolling Stone Top 200) | 72             |